# Antifungic

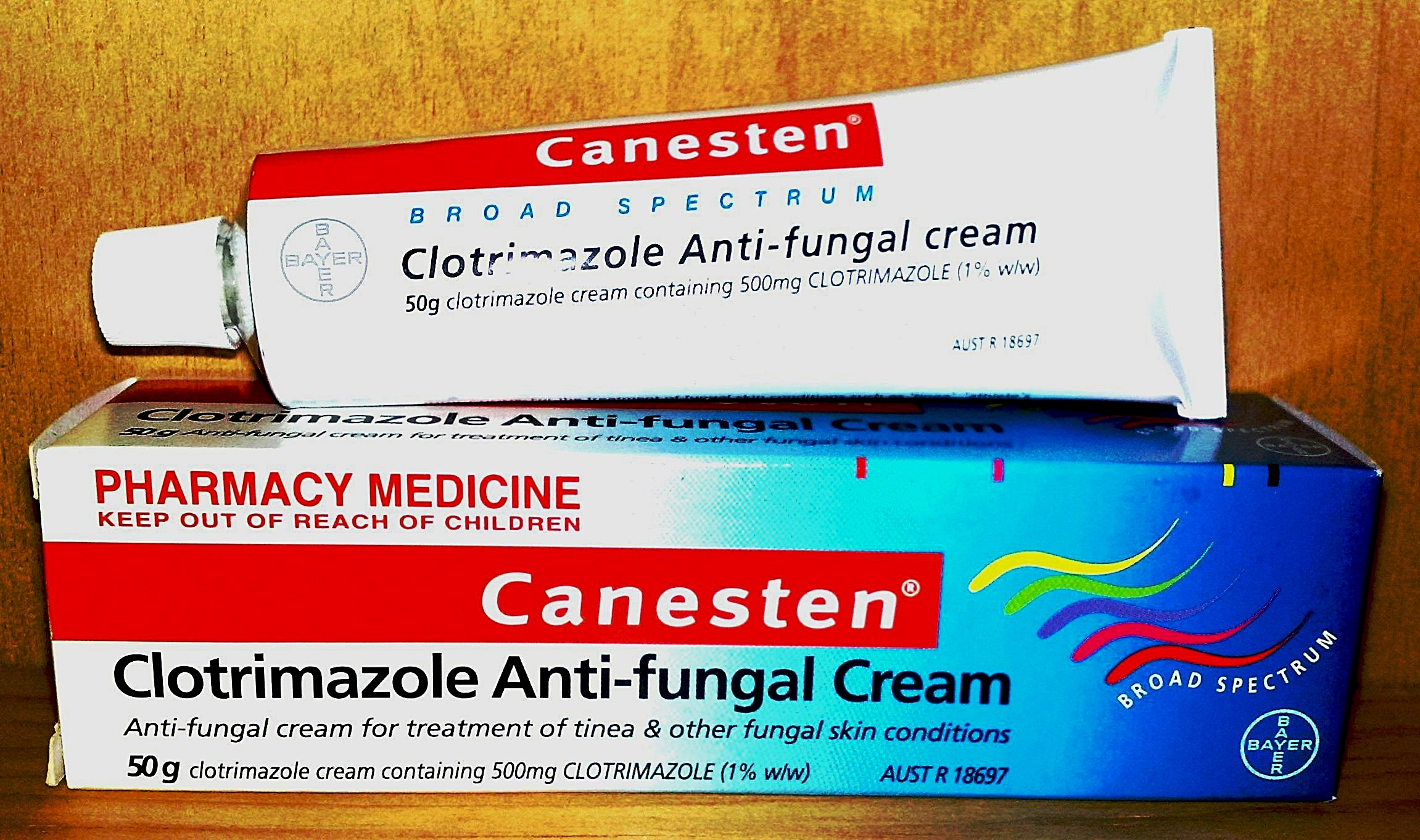
Canesten, o cremă antifungică, cu substanța activă clotrimazol

Medicamentele antifungice sau antimicotice sunt substanțe cu acțiune farmacologică fungicidă sau fungistatică, fiind astfel folosite pentru tratamentul și profilaxia micozelor. Se eliberează de obicei doar cu prescripție medicală, însă există și unele produse OTC (over-the-counter, fără prescripție). 

## Clase de antifungice

### Macrolide polienice

Structura amfotericinei B

Structura clotrimazolului

Structura fluconazolului

Structura terbinafinei

- Amfotericină B[1]
- Natamicină
- Nistatină

### Azoli
Imidazoli
- Bifonazol
- Butoconazol
- Clotrimazol
- Econazol
- Fenticonazol
- Izoconazol
- Ketoconazol
- Luliconazol
- Miconazol
- Neticonazol
- Omoconazol
- Oxiconazol
- Sertaconazol
- Sulconazol
- Tioconazol

Triazoli
- Albaconazol
- Efinaconazol
- Epoxiconazol
- Fluconazol
- Isavuconazol
- Itraconazol
- Posaconazol
- Propiconazol
- Ravuconazol
- Terconazol
- Voriconazol

### Amine terțiare
Alilamine terțiare
- Naftifină
- Terbinafină

Benzilamine terțiale
- Butenafină

Morfoline
- Amorolfină

### Echinocandine
- Anidulafungină
- Caspofungină
- Micafungină

### Altele
- Antimetaboliți (analogi de citozină): flucitozină[7]
- Derivați de piridină: ciclopirox olamină[8]
- Derivați de grisan: griseofulvină
- Tiocarbamați: tolnfatat, tolciclat
- Violet de gențiană[9]
- Acid benzoic[10], iodură de potasiu[11], disulfură de seleniu, sulf